# Фестиваль фантастики в Порту-Алегре
Фестиваль фантастичного кіно в Порту-Алегре (акронім Fantaspoa) — кінофестиваль, який проходить у травні в бразильському місті Порту-Алегрі (столиці штату Ріу-Гранді-ду-Сул). Вважається найбільшою подією фантастичного кіно (включаючи жанри фентезі, наукової фантастики, жахів і трилерів) у Латинській Америці.
У 2020 році Fantaspoa вперше показали в Інтернеті та безплатно на Darkflix через пандемію COVID-19. Аудиторія фестивалю зросла з 10 тисяч (у 2019 році) до 67 тисяч глядачів у 2020 році із переходом від фізичного до онлайн формату. У 2021 році Dread Central вибрав його одним із найкращих фестивалів у світі. Того ж року фестиваль знову показували безплатно і віртуально, цього разу на Würlak, ще одній платформі, якою керує DRK Entretenimento, компанія, відповідальна за Darkflix. Завдяки рекордній відвідуваності фестиваль відвідали понад 80 тисяч осіб, частину програми продовжили демонструвати ще сім днів.